# 唐傚純
唐傚純（1558年—1589年），字敬止，號完初，南直隸常州府宜興縣民籍，武進縣人，明朝政治人物。

## 生平
萬曆十年（1582年）壬午科應天鄉試舉人，十七年（1589年）己丑科二甲第七名進士。兵部觀政，選翰林院庶吉士，本年十月卒，年三十二。

## 家族
曾祖唐珤，正德庚午舉人，永州知府。祖父唐順之，嘉靖己丑進士；父唐鶴徵，隆慶辛未進士。子唐獻可。